# 対称微分
数学において、対称微分（たいしょうびぶん、英: symmetric derivative）とは、通常の微分を一般化した演算であり、次のように定義される。
{\displaystyle \lim _{h\to 0}{\frac {f(x+h)-f(x-h)}{2h}}.}
極限をとらない形はしばしば対称差分商と呼ばれる。関数が点 x で対称微分可能であるとは、その点で対称微分が存在することである。
ある点で通常の意味で微分可能ならば対称微分可能であるが、その逆は必ずしも真ではない。よく知られた例として、絶対値関数 f(x) = |x| は点 x = 0で微分可能でないが、対称微分可能で 0 になる。微分可能関数において、対称差分商は通常の差分商よりも精度の高い数値微分の近似となる。
与えられた点での対称微分係数は、その点における左微分係数と右微分係数が存在すればそれらの相加平均に等しくなる。
ロルの定理と平均値の定理はどちらも対称微分では成り立たないが、同様な弱い命題が成立することが証明されている。

## 例

### 絶対値関数

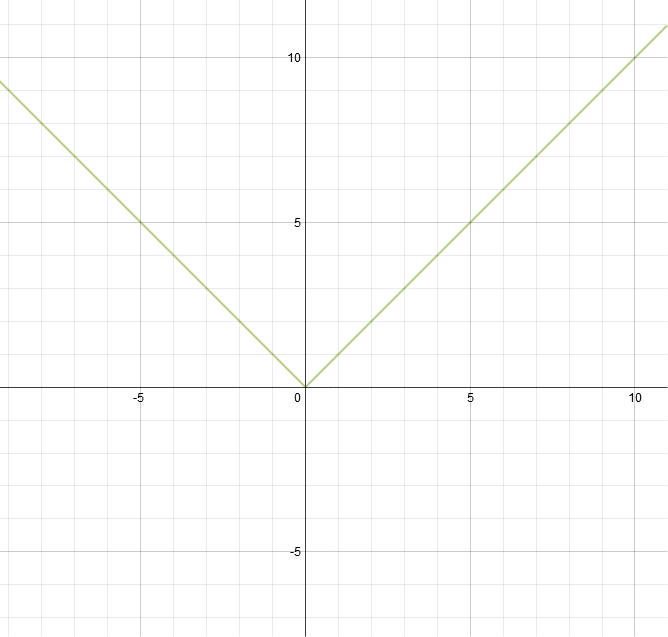
絶対値関数のグラフ。x = 0 において曲線が微分不可能となる尖った点に注意。 従って関数は x = 0 において通常の意味での微分は存在しない。 しかし、対称微分は、x = 0 において存在する。

絶対値関数 {\displaystyle f(x)=\left\vert x\right\vert } は {\displaystyle x=0} において、
{\displaystyle {\begin{aligned}f_{s}(0)&=\lim _{h\to 0}{\frac {f(0+h)-f(0-h)}{2h}}\\&=\lim _{h\to 0}{\frac {f(h)-f(-h)}{2h}}\\&=\lim _{h\to 0}{\frac {\left\vert h\right\vert -\left\vert -h\right\vert }{2h}}\\&=\lim _{h\to 0}{\frac {\left\vert h\right\vert -\left\vert h\right\vert }{2h}}\\&=0\end{aligned}}}
{\displaystyle h\to 0} であることに注意し、 {\displaystyle \left\vert -h\right\vert } が {\displaystyle \left\vert h\right\vert } と等しいということのみを用いた。よって、絶対値関の対称微分は {\displaystyle x=0} で通常の意味での微分は存在しないが({\displaystyle x=0}の"尖った"点による)、対称微分は存在して0に等しいことがわかる。 
この例では左微分係数、右微分係数ともに存在するが、それらが異なっていたことに注意 (片方は −1 でもう一方は 1 である)。期待された通り、それらの相加平均は0である。

### x−2
関数 {\displaystyle f(x)=1/x^{2}} は {\displaystyle x=0}において、
{\displaystyle {\begin{aligned}f_{s}(0)&=\lim _{h\to 0}{\frac {f(0+h)-f(0-h)}{2h}}\\&=\lim _{h\to 0}{\frac {f(h)-f(-h)}{2h}}\\&=\lim _{h\to 0}{\frac {1/h^{2}-1/(-h)^{2}}{2h}}\\&=\lim _{h\to 0}{\frac {1/h^{2}-1/h^{2}}{2h}}\\&=0\end{aligned}}}

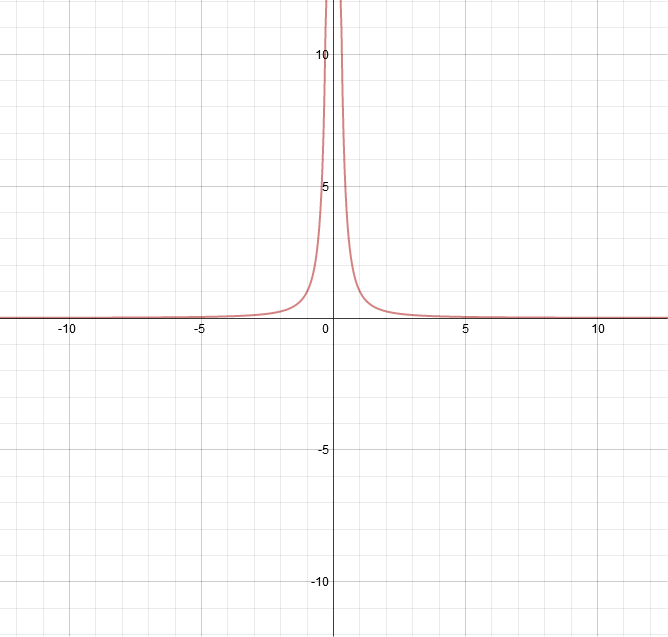
y = 1/x^{2} のグラフ。x = 0 の不連続点に注意。従って関数は x = 0 で通常の意味での微分を持たない。しかし、対称微分においては、x = 0で微分が定義できる。

{\displaystyle h\to 0}であることに注意。この関数は {\displaystyle x=0} において、不連続点に起因して通常の微分が定義できないが、対称微分は存在する。さらに、0においては左微分係数、右微分係数ともに有限値でない、すなわち真性不連続点である。

### ディリクレ関数
ディリクレ関数は次のように定義される。
{\displaystyle f(x)={\begin{cases}1,&{\text{if }}x\in \mathbb {Q} ,\\0,&{\text{if }}x\in \mathbb {R} \setminus \mathbb {Q} \end{cases}}}
この関数において、対称微分は任意の有理数 x に対して存在し、任意の無理数 x に対して存在しない。

## 準平均値の定理
対称微分は通常の平均値の定理に従わない。反例として、関数 f(x) = |x| の対称微分は像 {-1, 0, 1}であるが、関数 f に対する割線の傾きはより広い範囲で存在する。例えば、区間[-1, 2]において平均値の定理に従うと、（対称）微分の値が{\displaystyle {\frac {|2|-|-1|}{2-(-1)}}={\frac {1}{3}}}となる点が存在することになってしまう。
ロルの定理に類似した準ロルの定理と呼ばれる定理が1967年にC.E. Aullによって確立された。関数 f が閉区間[a, b]において連続で、開区間(a, b)において対称微分可能であり、さらに f(b) = f(a) = 0 が成り立つならば、開区間(a, b)において fs(x) ≥ 0 かつ fs(y) を満たすような2点 x, y が存在する。同じくAullによって確立された、この定理の踏み台となる補題は次のように述べている。関数 f が閉区間[a, b]において連続で、開区間(a, b)において対称微分可能であり、さらに f(b) > f(a) ならば、開区間(a, b)において対称微分が非負である点、つまり上記の記法に従えば fs(z) ≥ 0 となる点 z が存在する。同様に、f(b) < f(a) ならば、開区間(a, b)においてfs(z) ≤ 0 となる点 z が存在する。
対称微分可能な関数に対する準平均値の定理は、関数 f が閉区間[a, b]において連続で、開区間(a, b)において対称微分可能ならば、開区間(a, b)において次を満たすような2点 x, y が存在する。
{\displaystyle f_{s}(x)\leq {\frac {f(b)-f(a)}{b-a}}\leq f_{s}(y)}.
応用として、関数 f(x) = |x| の 0 を含む区間では、準平均値の定理により f の任意の割線の傾きは -1 と 1 の間である。
関数 f の対称微分がDarboux propertyを持つならば、通常の意味での平均値の定理が成立する。即ち、(a, b)において点 z が存在して、
{\displaystyle f_{s}(z)={\frac {f(b)-f(a)}{b-a}}}.
結果として、関数が連続でその対称微分も連続ならば、その関数は通常の意味で微分可能である。